# Coupe d'Afrique des nations de football des moins de 17 ans
La Coupe d'Afrique des Nations U-17 Total est un tournoi de football organisé par la Confédération Africaine de Football (CAF). Elle se déroule tous les deux ans et oppose les meilleurs sélections africaines des moins de 17 ans.

## Histoire
En 1995, la CAF a transformé la compétition en une compétition à part entière organisée par un pays et l'a baptisée Championnat d'Afrique des Nations U-17. Le 6 août 2015, le Comité exécutif de la CAF a décidé de changer le nom du tournoi en Coupe d'Afrique des Nations U-17.

## Palmarès
| N°  | Édition | Pays hôte  | Vainqueur                                                | Finaliste                                                | Troisième place                                          | Quatrième                                                |
| --- | ------- | ---------- | -------------------------------------------------------- | -------------------------------------------------------- | -------------------------------------------------------- | -------------------------------------------------------- |
| 1re | 1995    | Mali       | Ghana (1)                                                | Nigeria                                                  | Guinée                                                   | Mali                                                     |
| 2e  | 1997    | Botswana   | Égypte (1)                                               | Mali                                                     | Ghana                                                    | Éthiopie                                                 |
| 3e  | 1999    | Guinée     | Ghana (2)                                                | Burkina Faso                                             | Mali                                                     | Cameroun                                                 |
| 4e  | 2001    | Seychelles | Nigeria (1)                                              | Burkina Faso                                             | Mali                                                     | [ 2 ]                                                    |
| 5e  | 2003    | Swaziland  | Cameroun (1)                                             | Sierra Leone                                             | Nigeria                                                  | Égypte                                                   |
| 6e  | 2005    | Gambie     | Gambie (1)                                               | Ghana                                                    | Côte d'Ivoire                                            | Afrique du Sud                                           |
| 7e  | 2007    | Togo       | Nigeria (2)                                              | Togo                                                     | Ghana                                                    | Tunisie                                                  |
| 8e  | 2009    | Algérie    | Gambie (2)                                               | Algérie                                                  | Burkina Faso                                             | Malawi                                                   |
| 9e  | 2011    | Rwanda     | Burkina Faso (1)                                         | Rwanda                                                   | Congo                                                    | Côte d'Ivoire                                            |
| 10e | 2013    | Maroc      | Côte d'Ivoire (1)                                        | Nigeria                                                  | Tunisie                                                  | Maroc                                                    |
| 11e | 2015    | Niger      | Mali (1)                                                 | Afrique du Sud                                           | Guinée                                                   | Nigeria                                                  |
| 12e | 2017    | Gabon      | Mali (2)                                                 | Ghana                                                    | Guinée                                                   | Niger                                                    |
| 13e | 2019    | Tanzanie   | Cameroun (2)                                             | Guinée                                                   | Angola                                                   | Nigeria                                                  |
| 14e | 2021    | Maroc      | Compétition annulée en raison de la pandémie de Covid-19 | Compétition annulée en raison de la pandémie de Covid-19 | Compétition annulée en raison de la pandémie de Covid-19 | Compétition annulée en raison de la pandémie de Covid-19 |
| 14e | 2023    | Algérie    | Sénégal (1)                                              | Maroc                                                    | Burkina Faso                                             | Mali                                                     |
| 15e | 2025    | Maroc      | Maroc (1)                                                | Mali                                                     | Côte d'Ivoire                                            | Burkina Faso                                             |

## Bilan par pays
| Équipe         | Vainqueur      | Finaliste      | Troisième place      | Quatrième      |
| -------------- | -------------- | -------------- | -------------------- | -------------- |
| Ghana          | 2 (1995, 1999) | 2 (2005, 2017) | 2 (1997, 2007)       | -              |
| Mali           | 2 (2015, 2017) | 2 (1997, 2025) | 2 (1999, 2001)       | 2 (1995, 2023) |
| Nigeria        | 2 (2001, 2007) | 2 (1995, 2013) | 1 (2003)             | 1 (2019)       |
| Cameroun       | 2 (2003,2019)  | -              | -                    | 1 (1999)       |
| Gambie         | 2 (2005, 2009) | -              | -                    | -              |
| Burkina Faso   | 1 (2011)       | 2 (1999, 2001) | 2 (2009, 2023)       | 1 (2025)       |
| Maroc          | 1 (2025)       | 1 (2023)       | -                    | 1 (2013)       |
| Côte d'Ivoire  | 1 (2013)       | -              | 2 (2005, 2025)       | 1 (2011)       |
| Égypte         | 1 (1997)       | -              | -                    | 2 (2003)       |
| Sénégal        | 1 (2023)       | -              | -                    | -              |
| Guinée         | -              | 1 (2019)       | 3 (1995, 2015, 2017) | -              |
| Sierra Leone   | -              | 1 (2003)       | -                    | -              |
| Togo           | -              | 1 (2007)       | -                    | -              |
| Algérie        | -              | 1 (2009)       | -                    | -              |
| Rwanda         | -              | 1 (2011)       | -                    | -              |
| Tunisie        | -              | -              | 1 (2013)             | 1 (2007)       |
| Congo          | -              | -              | 1 (2011)             | -              |
| Angola         | -              | -              | 1 (2019)             | -              |
| Éthiopie       | -              | -              | -                    | 1 (1997)       |
| Afrique du Sud | -              | -              | -                    | 1 (2005)       |
| Malawi         | -              | -              | -                    | 1 (2009)       |
| Niger          | -              | -              | -                    | 1 (2017)       |

## Parrainage
En juillet 2016, Total a annoncé avoir passé un accord de parrainage avec la Confédération Africaine de Football (CAF). L’accord vaut pour les huit prochaines années et concernera les dix principales compétitions organisées par la CAF, dont la Coupe d’Afrique des Nations U-17, qui est désormais baptisée "Coupe d’Afrique des Nations U-17 TotalEnergies".